# Locomozione animale

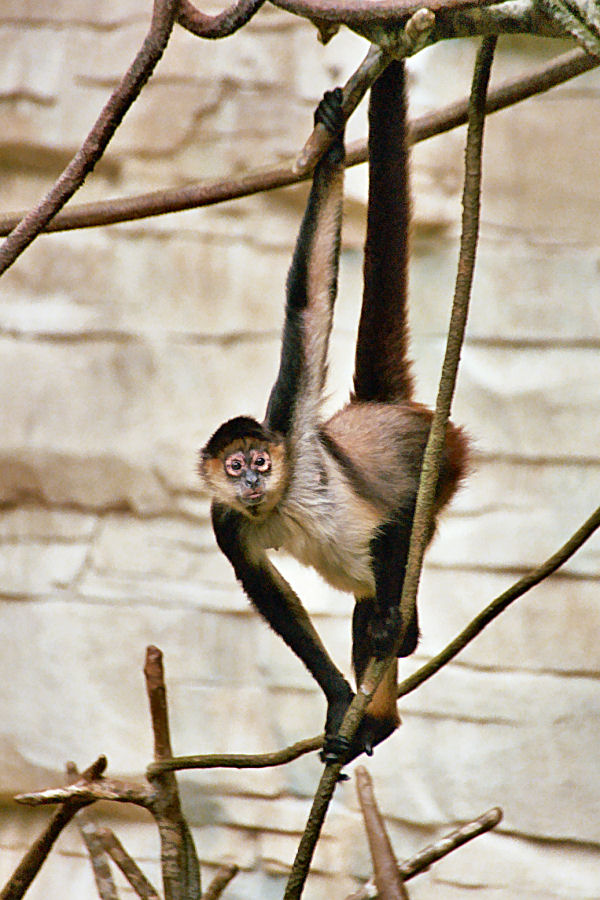
La brachiazione è una modalità di locomozione particolarmente sviluppata tra le scimmie antropomorfe e gli Atelidi.

Per locomozione animale si intende quella funzione che permette ad un animale di spostarsi, tramite l'utilizzo dell'apparato locomotore, e che può assumere varie forme, tra le principali il nuoto, la deambulazione, il volo, la reptazione, la brachiazione.